# Manna (kraina)

Mapa Asyrii i krain leżących na wschód i północ od niej (1 połowa I tys. p.n.e.). Na mapie zaznaczone zostało położenie krainy Manna - na południowy wschód od jeziora Urmia

Manna – starożytna kraina położona od południowo-wschodniego wybrzeża jeziora Urmia do Maraghe na północy, z kolei południowa granica przebiegała najprawdopodobniej w pobliżu miejscowości Buhen i Sakez. Stolicą królestwa było Hasanlu. 
Niektóre zapisy historyczne wymieniające krainę Manna:
- IX wiek p.n.e. – kroniki króla Salmanasara III wymieniają Irańczyka Artasariego rządzącego niewielkim państwem graniczącym z Manną.
- VIII wiek p.n.e. – Rusa I, król Urartu, zajął 22 fortece mannejskie
- VII wiek p.n.e. – wojska mannejskie sprzymierzone z Medią walczyły z Asyrią za panowania Asarhaddona. W tym samym stuleciu Manna została pokonana i zajęta przez Scytów I już się nie odrodziła.